# William Wakefield Baum
William Wakefield Baum (Dallas, 21 de noviembre de 1926 - 23 de julio de 2015) fue un cardenal estadounidense, penitenciario mayor y arzobispo de Washington.
A temprana edad se trasladó a Kansas City, Misuri, donde recibió su educación primaria en la escuela parroquial de San Pedro.
En 1939, a los 13 años, ingresó al Seminario Menor de San Juan, en Kansas City. Realizó sus estudios filosóficos y teológicos en el Seminario Kenrick, en San Louis. Terminada su formación sacerdotal, fue ordenado el 12 de mayo de 1951. En los años siguientes, fue párroco de San Luis, en Kansas City, y enseñó teología e historia de la Iglesia en el colegio de Santa Teresa.
En 1956 fue enviado por su obispo a Roma, donde recibió un doctorado en teología en la Universidad "Angelicum" en 1958. Regresó a Estados Unidos y fue nombrado párroco de Sugar Creek, cerca de Kansas City, y ejerció de notario del Tribunal Eclesiástico, secretario de la Comisión litúrgica diocesana y vicecanciller de la curia. Debido a su interés particular en la causa de la unidad de los cristianos, fue elegido para intervenir como experto (perito) durante el Concilio Vaticano II. También fue uno de los delegados católicos en varias reuniones del Consejo Mundial de las Iglesias con sede en Ginebra. Fue secretario ejecutivo de la Comisión para Asuntos Ecuménicos de la Conferencia de los Obispos Católicos de los Estados Unidos de 1964 a 1967. Durante el mismo período, sirvió como párroco de St. James y canciller de la curia diocesana de Kansas City.
El 18 de febrero de 1970, Pablo VI le nombró obispo de Springfield-Cape Girardeau. Fue consagrado obispo el 6 de abril de 1970. El 5 de marzo de 1973 fue nombrado arzobispo de Washington. Durante el mismo tiempo fue presidente de la Comisión para Asuntos Ecuménicos de la USCCB.
Fue nominado perfecto de la Congregación para la Educación Católica por Juan Pablo II el 15 de enero de 1980 (hasta abril de 1990). Arzobispo emérito de Washington, el 18 de marzo de 1980.
Trabajó como Penitenciario Mayor de la Penitenciaría Apostólica del 6 de abril de 1990 al 22 de noviembre de 2001.
Fue creado y proclamado cardenal por Pablo VI en el consistorio del 24 de mayo de 1976, con el título de Sancta Croce en Via Flaminia (Santa Cruz de la Vía Flaminia).
Fue el único cardenal creado por Pablo VI, junto con Joseph Ratzinger, que participó como elector en los dos cónclaves de 1978 y posteriormente en el de 2005.
Su cuerpo descansa en la Catedral de San Mateo el Apóstol de Washington D. C.